# مير (لقب)
مير (بالفارسية: مير، بالكردية: مير، بالبلوشية: مير) (وهو مشتق اللقب العربي أمير 'نخبة') هو لقب فارسي وكردي وبلوشي مع تعبيرات متغيرة.